# 古植食龍屬
古植食龙属（学名：Ugrunaaluk，取自伊努皮克语，意为“古老的植食动物”）是一属可疑的植食性真鸟脚类恐龙，隶属鸭嘴龙类中的栉龙亚科，生存于大约6920万年前晚白垩世（马斯特里赫特阶）的北极区内，即今天的阿拉斯加。模式种和唯一归类于该属的物种是科尔维尔古植食龙（U. kuukpikensis），但目前被认为是埃德蒙顿龙的一种，因此可能会成为科尔维尔埃德蒙顿龙。

## 研究历史

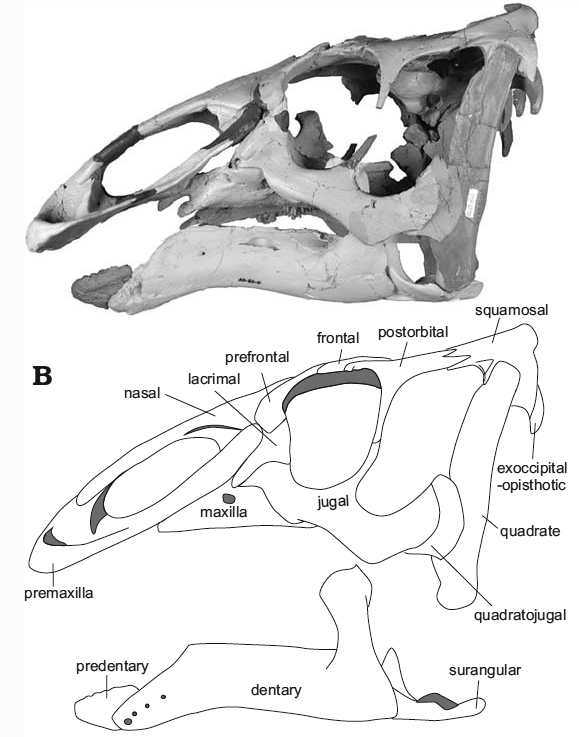
幼年古植食龙的颅骨重建

从20世纪80年代开始，在阿拉斯加的科尔维尔河陆续发现了6000多具鸭嘴龙类的骨骼。它们是在乌米阿特北部的利斯科姆骨层（Liscomb Bonebed，以地质学家罗伯特·科斯科姆命名）上发现的。大部分的化石都来自北斜坡区海洋点以南的Kikak-Tegoseak采石场。起初，化石被确定为属于赖氏龙亚科的某些成员。后来，它们被归类于埃德蒙顿龙，更具体地说是归类于模式种帝王埃德蒙顿龙，成为栉龙亚科的一个物种。由于大多数骨头属于未成年恐龙，因此无法确定身份。
2014年，广田森通过统计确定化石材料中的尺寸类别，并将阿拉斯加骨骼与已知的、相同尺寸的埃德蒙顿龙标本进行比较，解决了这个问题。统计分析显示阿拉斯加发现的大部分化石分为两大类，其中85%属于第一类，平均为假定成年恐龙长度的36%。假设这代表某个年龄段，例如一年，就可以和相应年龄的埃德蒙顿龙群体进行比较。最终，他得出结论，这些化石间似乎存在差异，表明它们是两个不同的物种。
2015年，这个新属的发现由广田森、帕特里克·德鲁克米勒和格雷戈里·艾瑞克森在网上发表，并正式命名、叙述了其模式种科尔维尔古植食龙（Ugrunaaluk kuukpikensis）。属名来自伊努皮克语单词ugruŋnaq（“古老的”）和aluk（“植食动物”），种名uukpik则是科尔维尔河的伊努皮克语称谓。由于论文发表在一本电子杂志上，因此生命科学标识符是必需的。该属的标识符为8B8256BA-F280-4460-B0F0-31762267586E，该物种的标识符则为1CAF186F-11A2-4A9E-A8F9-C3789B97459F。从2015年起，古植食龙成为在开放获取或免费阅读的期刊上进行描述的18个恐龙分类群之一。
这些化石是在马斯特里赫特阶早期的王子溪组中发现的，年代距今约七千万至八千万年，正模标本UAMES 12995是一头幼龙的鼻骨前部。
其他一些骨骼被鉴定为副正模标本，包括UAMES 4271：右鼻骨后部；UAMES 13250：左额骨；UAMES 4245：左额骨；UAMES 4189：右颧骨；UAMES 4272：左方轭骨；UAMES 4286：右方形；UAMES 33308：右眶后骨；UAMES 4361：右鳞状骨；UAMES 4327：右上颌骨；UAMES 15284：左蝶骨；UAMES 4357：右顶骨；UAMES 4301：基蝶骨；UAMES 4276：枕骨；UAMES 4309：顶骨；UAMES 4291：上枕骨；UAMES 4095：右枕骨；UAMES 4240：右翼状骨；UAMES 4331：左腿骨；UAMES 4215：右翼状骨；UAMES 4437：坐骨；UAMES 4946：右齿骨；UAMES 4457：右上隅骨；UAMES 6646：脊椎；UAMES 23071：骶骨；UAMES 4873：喙骨；UAMES 12711：右肩胛骨；UAMES 21596：右肱骨；UAMES 12525：右股骨；UAMES 6272:左股骨；UAMES 6637:左股骨；UAMES 22058：耻骨；UAMES 12955：左股骨；UAMES 12515：股骨；UAMES 12715：左股骨；UAMES 15553：左股骨；UAMES 21950：距骨；UAMES 21884：右股骨和UAMES12545：腿骨中部。 这些化石来自不同个体的骨骼，大多数属于第一类，但有些属于第二和第三类。 它们是费尔班克斯阿拉斯加大学博物馆藏品的一部分。
然而，2017年邢海及其同事的一项研究对将其确定为一个单独的属提出了质疑，他们认为古植食龙实际上是一个疑名，无法与埃德蒙顿龙进行区分。隆治高崎和安东尼·费奥里罗等人2020年的研究建议需要成年恐龙的化石材料来确定其无效性，因为目前并未发现幼年埃德蒙顿龙的遗骸。

## 地质学

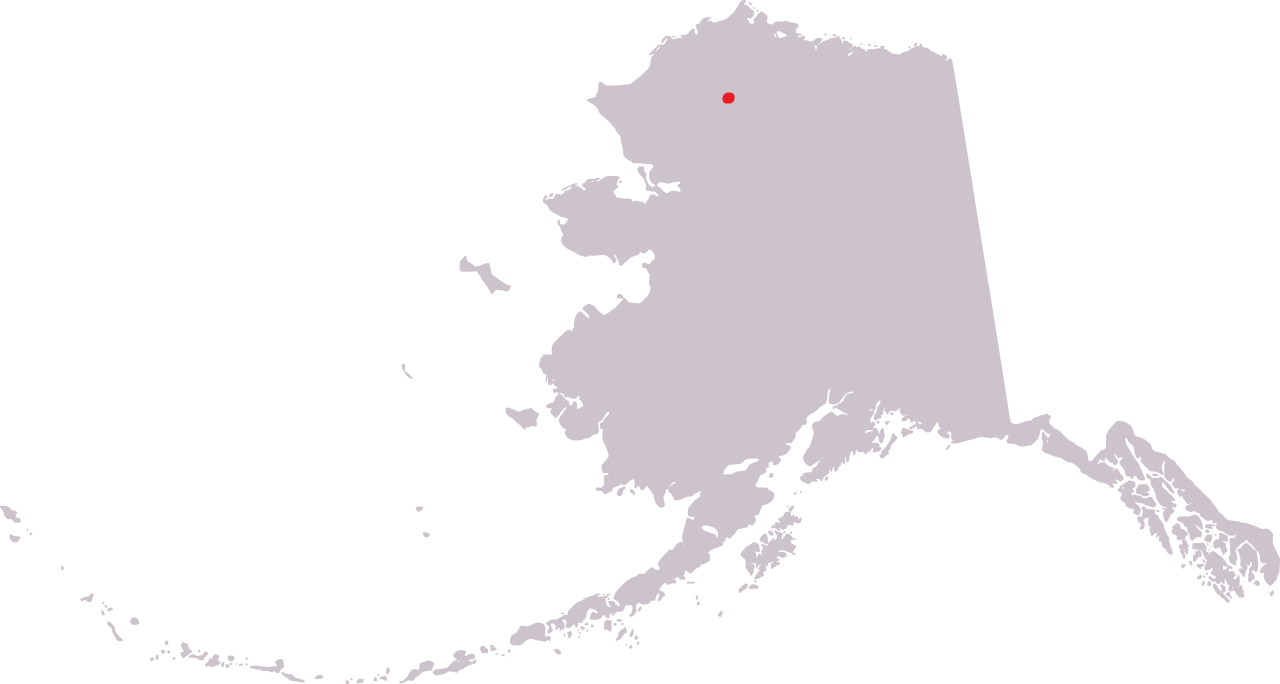
王子溪组所在位置

根据生物地层学 和古生物学研究，王子溪组从上白垩统一直延伸到始新世。根据40Ar / 39Ar测年法（氩 / 氩年代学），沿着科尔维尔河的地层中裸露的含化石部分的地质年龄被确定为7100至6800万年，其中包括利斯科姆骨层。距骨层约一公里处是地层下的凝灰岩，根据40Ar / 39Ar年代测定法，进一步将骨层的年龄限制在69.2±0.5 Ma。而凝灰岩的孢粉学检查显示为马斯特里赫特阶。古植食龙在地层学上的生存年代介于连接埃德蒙顿龙的首次出现（马斯特里赫特阶后期）和帝王埃德蒙顿龙（坎帕阶晚期）的最后一次出现之间。王子溪地层由砾岩、砂岩、煤和细粒石化粘土或泥岩层组成。这些泥岩层代表了蜿蜒的河流和泛滥平原的沉积物，以及在缓坡冲积平原/沿海平原上沉积的边缘海洋沉积物。沉积学数据表明，沿海平原被洪水淹没，但水位从浅到干的变化可能是季节性的。

## 叙述

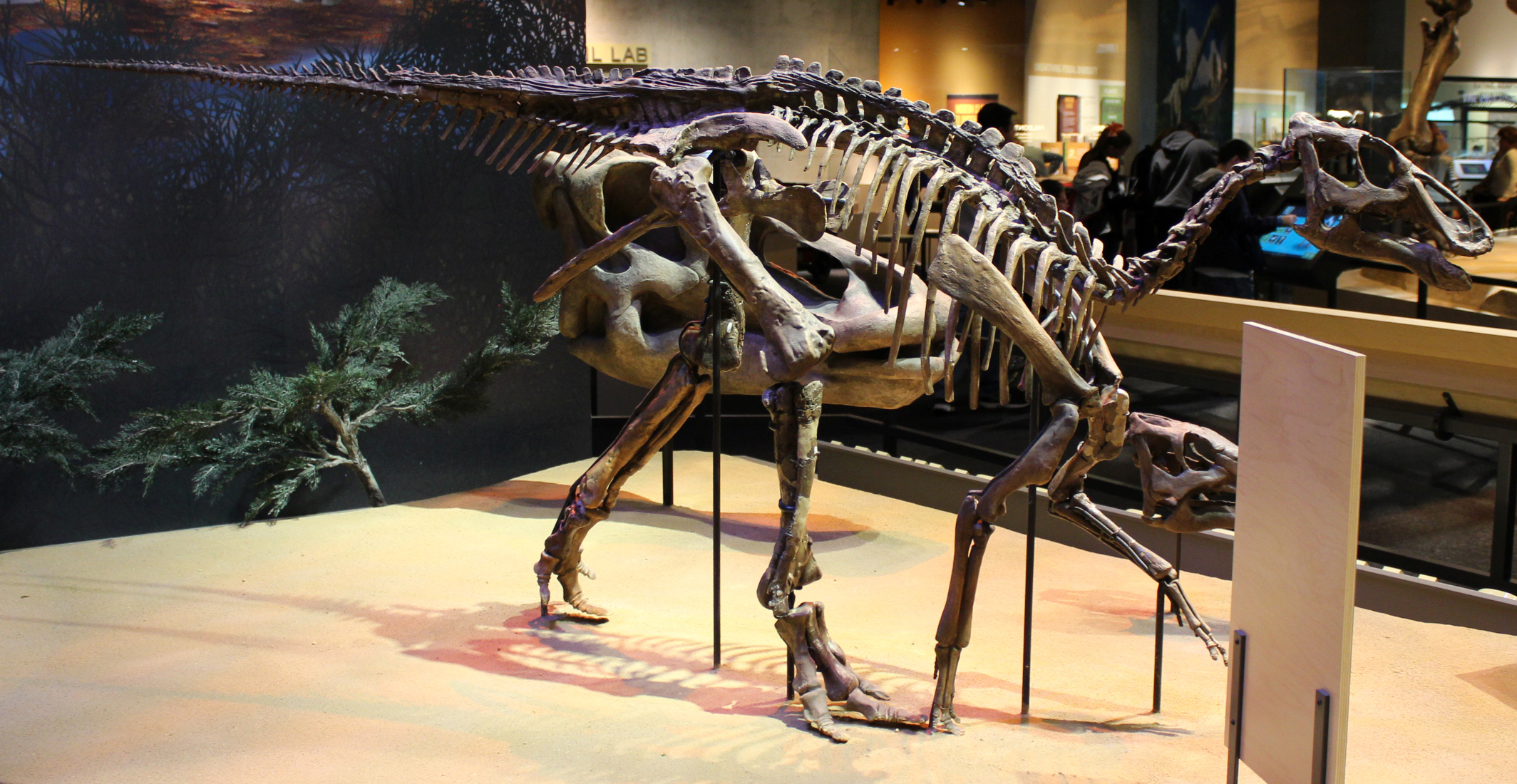
骨骼

成年古植食龙的长度估计在九米左右，已发现的骨头主要属于约三米长的幼龙。
2015年，没有发现该属的任何独有衍征，即独特的衍生特征。然而，化石显示了一种本身并不独特的特征组合且有别于埃德蒙顿龙。在前颌骨前部和后部凹陷之间有一半圆形脊状突起，向后且向侧面延伸，但不延伸至一个较高的骨板，埃德蒙顿龙则相反；位于上颌前孔后则的凹陷很浅，而连接埃德蒙顿龙更深；其眶后骨上的凹陷很浅，埃德蒙顿龙则相当深；其上颌骨比连接埃德蒙顿龙更高；与埃德蒙顿龙相比，其颧骨更为纤细，颧骨前支后缘角度更大；其方轭骨的外表面较宽，而不是像帝王埃德蒙顿龙那样狭窄；下颌齿骨联突较连接埃德蒙顿龙而言更低，在与前颌接触部分之间测量，其长度仅有齿骨的30%。

## 种系发生学
古植食龙被放置在鸭嘴龙科的栉龙亚科内，根据鸭嘴龙本身的位置，其也被称为鸭嘴龙亚科。 根据叙述者的分析，该属是一个由连接埃德蒙顿龙和帝王埃德蒙顿龙组成的演化支的姐妹群，是埃德蒙顿龙族的成员。 两种埃德蒙顿龙都缺乏的古植食龙的基本特征在于眶后骨的深凹。
值得注意的是，来自马斯特里赫特阶早期的古植食龙的生存年代介于坎帕阶晚期的帝王埃德蒙顿龙和马斯特里赫特晚期的连接埃德蒙顿龙之间。

## 生活方式

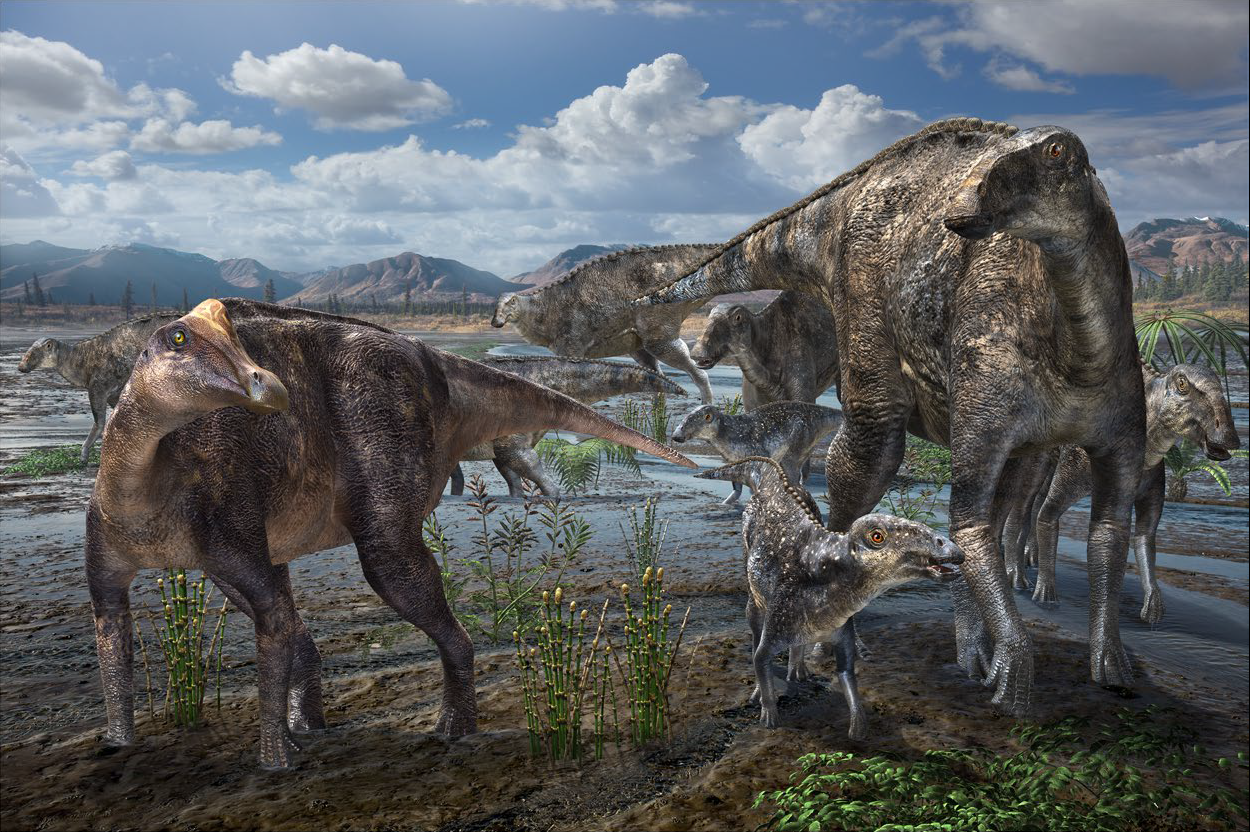
古植食龙的生命复原

在白垩纪时期，古植食龙栖息地的气温已经很冷，尽管比现在温和得多。该地点位于马斯特里赫特阶早期的北纬67至82°，至少在当时的北极圈内，即66°以北。研究确定的年平均气温为5～6°C，最冷月份的平均温度为2°C。显然，当时北极具分别有一个干燥和潮湿的季节，地面覆盖着针叶林，空地中开花植物的植被较低。
过去人们认为，埃德蒙顿龙在阿拉斯加的存在意味着恐龙每年要向数千英里的拉腊米迪亚地区迁徙。而现在看来，古植食龙是一个单独的物种，这一事实证实了另一种假设，即该地区存在一个特有种动物群，因此被一群只居住在该地区并适应北极寒冷冬季的物种所居住；古植食龙的存在也可能表明晚白垩世的阿拉斯加可能是另一个恐龙聚集地。
古植食龙是一属大型恐龙，成年恐龙身长可能达到10米左右，肩高约为3.2米，体重在3.2吨至3.5吨之间。如同与之相关的埃德蒙顿龙和山东龙一样，古植食龙有一个坚固而细长的颅骨，在颚的末端有一个大而宽的喙，其锋利边缘能够撕裂几乎所有的植物纤维，然后将其切成碎片，并以排列在颚后部的成排牙齿将其碾磨。当其中一颗牙齿磨损时，一颗新的牙齿将逐渐取而代之。当古植食龙口腔中充满食物时，其强有力的下颌与成排的牙齿可帮助减少吞咽。由于生活在恶劣的气候中，它们可能也会吃木本植物。
像所有其它鸭嘴龙科一样，古植食龙也能够两足或四足行走。四足运动可能发生在缓慢的迁徙过程中以及其平静的时候，而当这只动物感到受到威胁或需要从食肉动物中逃脱时，它会采用较快的两足姿势。

## 地层
幼年鸭嘴龙类残骸占据了利斯科姆骨层，即化石发现地。残骸解剖学上的联系通常已经完全消失。这些骨头几乎没有遭到捕食、风化或践踏的痕迹，因此没有受到损坏。此外，在骨层上还存在着暴龙科、伤齿龙科和奇异龙科的骨骼和牙齿。该骨层位于河流干流的泛滥平原上。附近不断上升的布鲁克斯山脉冰川迅速融化导致大量雪山融水产生可能是利斯科姆骨床的起源。这些鸭嘴龙类的突然死亡是由洪水引起的，河流突然上升的水位让它们无法快速逃离，最终成为化石。

## 古生态学

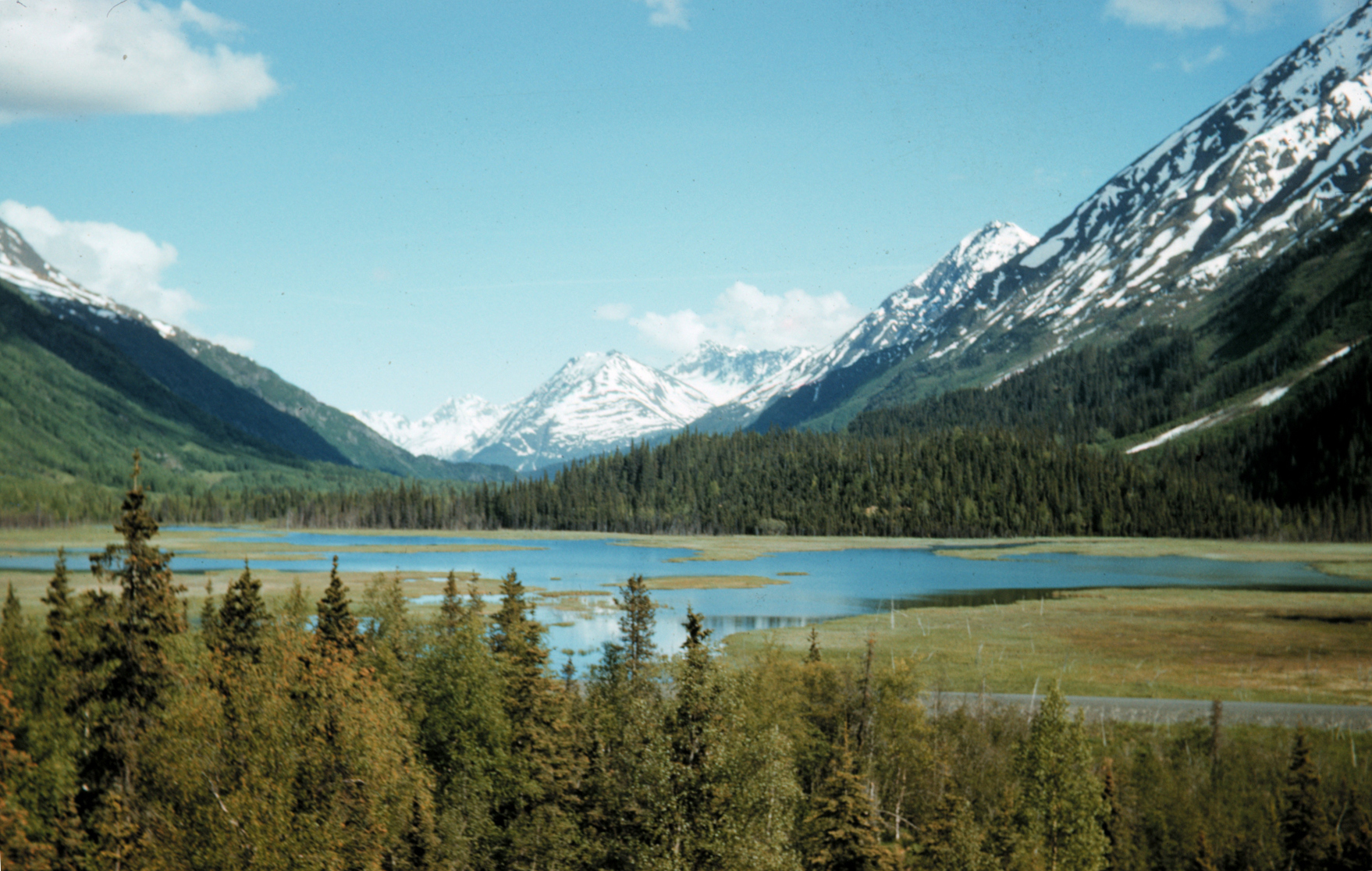
古植食龙的栖息地与现在的阿拉斯加非常相似。

古植食龙的栖息地处在北极区，气候变化多端：夏季，阿拉斯加的土地上布满绿色的针叶林，而冬季寒冷且严酷，低温形成大量积雪。 恐龙最有可能根据季节来决定其繁殖和迁徙的节奏，在冬季迁徙到温暖的地方，春、夏季则返回以繁殖后代。
科尔维尔古植食龙的发现进一步证实了马斯特里赫特阶早期阿拉斯加极地恐龙动物群的存在，在部分文献中，它又称Paaŋaqtat动物群（Paaŋaqtat-fauna，以Paaŋaqtat省为名）。该动物群中与古植食龙共享栖息地的动物种类繁多，其中也包括其它食草恐龙，例如角龙科的佩氏厚鼻龙（优势物种）、结节龙科的埃德蒙顿甲龙、厚头龙科的兰氏阿拉斯加头龙以及各种奇异龙科（帕克氏龙？）。动物群中也不乏掠食者的存在，事实上，北极地区曾有多种兽脚类，例如暴龙科的霍氏白熊龙、伤齿龙科的“阿拉斯加伤齿龙”、虚骨龙类的理查德伊斯特斯龙以及手盗龙类的驰龙和蜥鸟盗龙，它们皆是生态位中的追捕捕食者。该属也进一步支持了在拉腊米迪亚，特别是王子溪地带存在特有物种和“恐龙省”的理论。但是据一些研究人员称，这些恐龙动物群总体上是同质的。王子溪组中还出土了大量的哺乳动物化石，如白垩齿兽（异兽亚纲多瘤齿兽目）、足兽（兽亚纲后兽下纲）和Gypsonictops（胎盘动物）。当地没有发现陆生变温脊椎动物化石，它们的体温与环境温度相同，因此本身不会“放热”。对于在低纬度地区更为常见的陆生和两栖的外生热动物，如乌龟、鳄鱼、脊索动物、有鳞目和鳄龙目来说，阿拉斯加的气候过于寒冷，但地层中确实存在硬骨鱼类的化石。